# Slammy Awards
Slammy Awards to nagrody wręczane przez World Wrestling Entertainment (WWE) (wcześniej World Wrestling Federation (WWF)). Nagrody te porównywalne są z nagrodami Grammy Awards (rozdawanymi muzykom), wręczane są profesjonalnym zapaśnikom (wrestlerom) i innym osobom z WWE (np. komentatorom, menadżerom). Do tej pory nagrody Slammy Awards zostały wręczane w siedmiu edycjach, pierwsze wręczenie nagród miało miejsce w 1986 roku, oraz w 1987 roku. Po dziewięciu lat przerwy, uroczystość została wznowiona w 1996 nagrody zostały rozdane również w 1997 roku. Uroczystość ponownie została wznowiona w roku 2008.
Laureaci otrzymują statuetkę przedstawiającą wrestlera, który trzyma nad głową przeciwnika.